# Republik Genua
Die Republik Genua (italienisch Serenissima Repubblica di Genova; deutsch Durchlauchtigste Republik Genua) war eine Aristokratische Republik im heutigen Italien, die am 14. Juni 1797 zur Ligurischen Republik wurde, einer Tochterrepublik der Ersten Französischen Republik. Bereits im 10. Jahrhundert wurde die Stadt Genua im Heiligen Römischen Reich unabhängig.
Genua galt als Handelsseemacht und genoss den Ruf als „Tor der ganzen Welt“. Die Stadt war ebenfalls eine Kolonialmacht und eine der vier bekanntesten Seerepubliken Italiens. Genuesische Kaufleute erzielten mit dem Handel von Getreide und Sklaven ihre größten Gewinne. Während der Sklavenhandel als Nachlass der römischen Wirtschaftswelt neu belebt wurde und Sklaven ein wirtschaftliches Gut von hohem Wert darstellten, hing vom Getreidehandel vor allem die Ernährungsbasis der Republik ab. Weitere wichtige Handelsgüter waren Gewürze, Wachs, Pelze, Salz, Fisch, Kaviar und Nüsse.

## Geschichte
774 fiel die vorher zu den Langobarden gehörige Stadt Genua zum karolingischen Frankenreich. Seit Ende der karolingischen Herrschaft in Italien 887 wurde Genua immer wieder von Arabern (Sarazenen) überfallen. Zu dieser Zeit entwickelte Genua eine gewisse Unabhängigkeit und wurde eine Republik mit Konsuln an der Spitze, allerdings gab es keine wirkliche Verfassung. 936 konnte die Stadt sich gegen die plündernden Sarazenen verteidigen. 958 erkannte Berengar II. von Italien Genua formal an.
An der Seite Pisas gelang es Genua 1016, die Araber von Sardinien zu vertreiben. Beide Städte führten mehrere gemeinsame Feldzüge durch.
Zu dieser Zeit bereits eine Seemacht, konnte Genua 1097 und 1104 die Kreuzfahrer unterstützen und baute dabei seinen Einfluss an Land und auf See weiter aus. Durch den Seehandel, durch seine Faktoreien (Handelsniederlassungen) im Ausland und durch seine Kolonien erwarb Genua schnell Reichtum und Macht.
Da Pisa jedoch ebenfalls zu einer Seemacht heranwuchs (so eroberte es 1070 Korsika), kam es 1119 zum Krieg, den der Papst 1133 schließlich zugunsten von Genua beendete. Ein Jahr zuvor hatte Genua den Norden Korsikas erobert. Das Bistum Genua wurde nun zum Erzbistum Genua und unterstand nicht mehr dem Erzbistum Mailand.
Da es in Genua innere Konflikte gab (z. B. Uneinigkeiten zwischen den Adelsfamilien und Differenzen zwischen Guelfen und Ghibellinen), übten mehrmals andere Staaten erheblichen Einfluss auf die Republik aus. Während die Familien Doria, Spinola und Negrone den kaisertreuen Ghibellinen anhingen, repräsentierten die Grimaldi und die Fieschi den alten Feudaladel, der auf der Seite der papsttreuen Guelfen stand. Wechselweise paktierten diese Familien mit dem Königreich Frankreich, dem Herzogtum Mailand, dem Königreich Neapel und dem Königreich Aragón. Die Genueser Patrizierfamilien gründeten ihren Reichtum auf den Fernhandel, der sich über das gesamte Mittelmeer bis ins Schwarze Meer erstreckte. Alte Adelshäuser des Umlandes, wie die Malaspina, Ventimiglia oder die Fieschi, die an der ligurischen Küste und im Hinterland reich begütert waren, zählten in der Frühzeit zu den mächtigen Rivalen der Republik. Bemerkenswert ist, dass in dem Jahrhundert von 1156 bis 1253 mehr als ein Dutzend Investorinnen in Genua belegt sind, die sich am Fernhandel beteiligten.

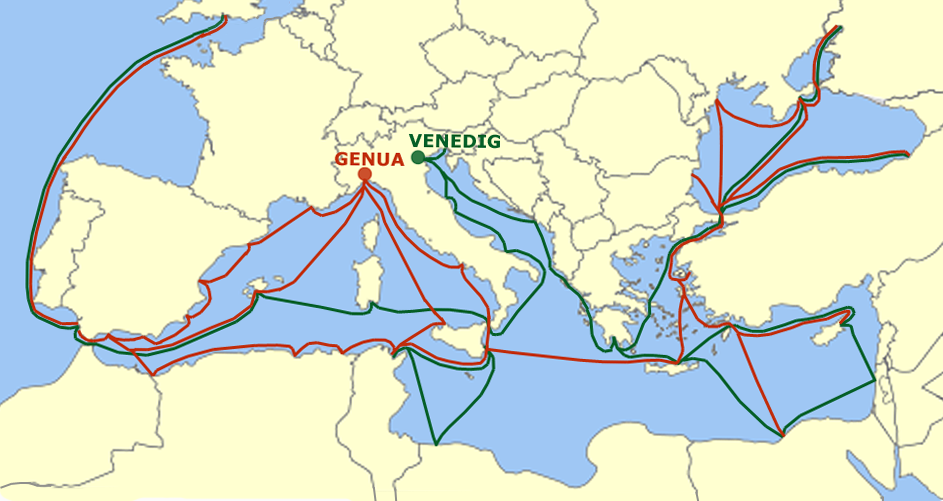
Handelswege Venedigs und Genuas

Nach der Wiedererrichtung des Byzantinischen Reiches 1261 gründeten die Genuesen auf Grundlage des Abkommens von Nymphaion mehrere Niederlassungen in der Schwarzmeerregion (in Trapezunt, Amastri, Vicina im Donaudelta, Kilia, Kaffa, Cetatea Albă und Tana an der Donmündung) sowie Phokaia in der Ägäis. Diese ermöglichten ihnen den Handel mit China und Indien über das Mongolenreich. Die Genuesen handelten unter anderem mit Sklaven, die man vom Mongolenreich erwarb.
Im 12. und 13. Jahrhundert stand Genua im Zenit seiner Macht. Als Pisa 1282 versuchte, die gesamte Verwaltung und die wirtschaftliche Ausbeutung Korsikas zu übernehmen, war dies der casus belli für die beiden Republiken. Genua rüstete 120 Galeeren aus und heuerte über 15.000 Soldaten an. Nach Gefechten bei Porto Torres und Sassari vor Sardinien konnte es Pisa in der Seeschlacht bei Meloria am 6. August 1284 endgültig besiegen. Der genuesische Sieg bedeutete das Ende Pisas als Flotten- und Kolonialmacht. Genua übernahm auch den Süden Korsikas und nahm nun großen Einfluss auf das westliche, aber auch auf das östliche Mittelmeer. 1290 unterstützte es zur See die Ilchane im Schwarzen Meer. 
Bald kam es jedoch zu Konflikten mit der Republik Venedig. Am 8. September 1298 konnte Venedig in der Seeschlacht bei Curzola zunächst besiegt werden (vgl. Curzola-Krieg). Erneut in den Jahren 1349 bis 1352 kam es zum Krieg. Erst nach der Niederlage im Chioggia-Krieg 1381 schloss Genua dann mit Venedig Frieden.
Inzwischen florierten die genuesischen Niederlassungen entlang der Schwarzmeerküste. Während ihrer langjährigen dortigen Anwesenheit gelangten Kaufleute tief ins Hinterland und in die Handelszentren. Sie drangen donauaufwärts bis zum Eisernen Tor vor. Aus dem Jahr 1349 ist ein Dokument des ungarischen Königs Ludwig des Großen überliefert, in dem genuesischen Kaufleuten freier Handel entlang der Donau bis nach Temesvár eingeräumt wird. Über ihre Stützpunkte im Schwarzmeerraum gelangten die genuesischen Kaufleute auch nach Kiew, Täbris, Bolgar, Kasan, Abchasien, Tscherkessien im Kaukasus und nach 1315 nach Indien. Es wird berichtet, dass sie 1322 bis nach Zeitun in China und 1338 bis nach Kulam in Indien vorstießen. Bereits 1257 tauchte die erste chinesische Seide auf genuesischen Märkten auf.

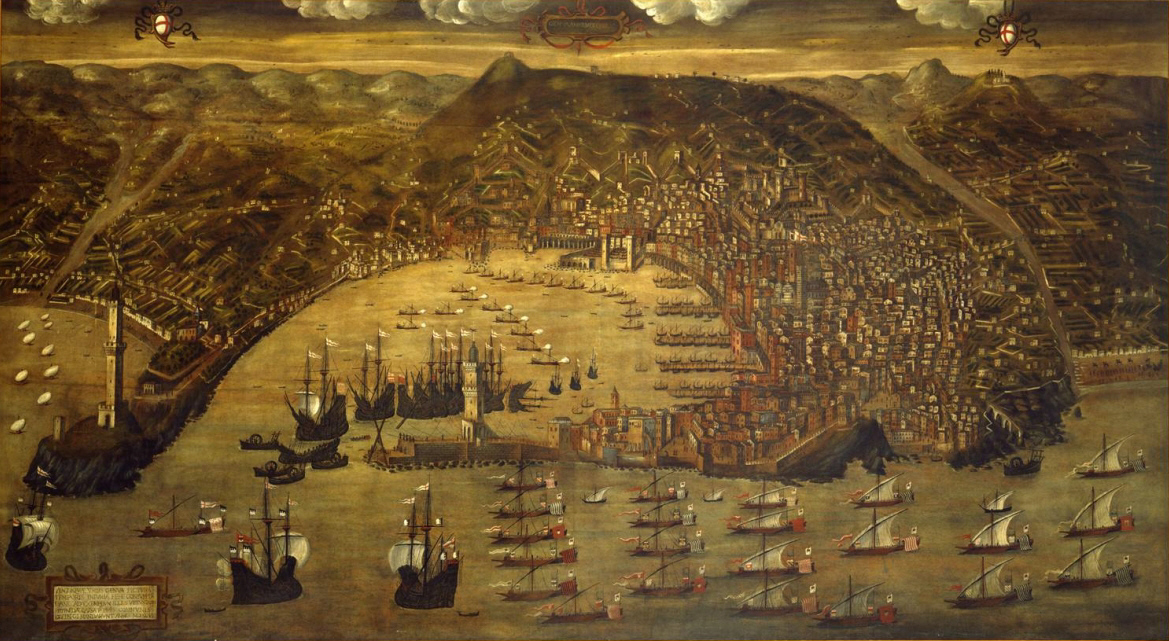
Genua um 1481

Neben dem Prestigeprodukt Seide waren es vor allem Sklaven und Getreide aus dem Schwarzmeerraum, die nach Genua geliefert wurden. In diesen beiden Geschäftszweigen wurde das größte Handelsvolumen erzielt, und die genuesische Insel Chios in der Ägäis wurde zum größten Sklavenmarkt im Mittelmeer. Unter den Genuesen war der Schwarzmeerraum nach Nordafrika die wichtigste Quelle für den Sklavenhandel. Die gute Geschäftslage in der Schwarzmeerregion ermöglichte gar die Gründung von Banken. Notariatsakten aus den Jahren 1360 und 1361 berichten von drei Banken in der Hafenstadt Kilia.
Die andauernde Präsenz der Genuesen in der Ägäis und in Pera und ihre Nützlichkeit für die Osmanen führte zu engen wirtschaftlichen Kontakten mit den Sultanen. Im Jahr 1387 konnten die Genuesen mit Sultan Murad I. einen Handelsvertrag schließen, dessen Inhalt im Detail überliefert ist. Er enthielt Bestimmungen über die Handelsfreiheit der Genuesen, die Behandlung von entlaufenen Sklaven und die Steuern, die die Genuesen zu zahlen hatten. Zudem waren die Osmanen an der Zusammenarbeit mit den Genuesen interessiert, da sie sich mangels eigener Flotte bei Bedarf genuesischer Schiffe bedienten.
1396 übernahm der französische König zeitweilig die Herrschaft über Genua.
1435 gelang es Genua, das Königreich Aragon in einer Seeschlacht zu besiegen und dessen König Alfons V. gefangen zu nehmen.

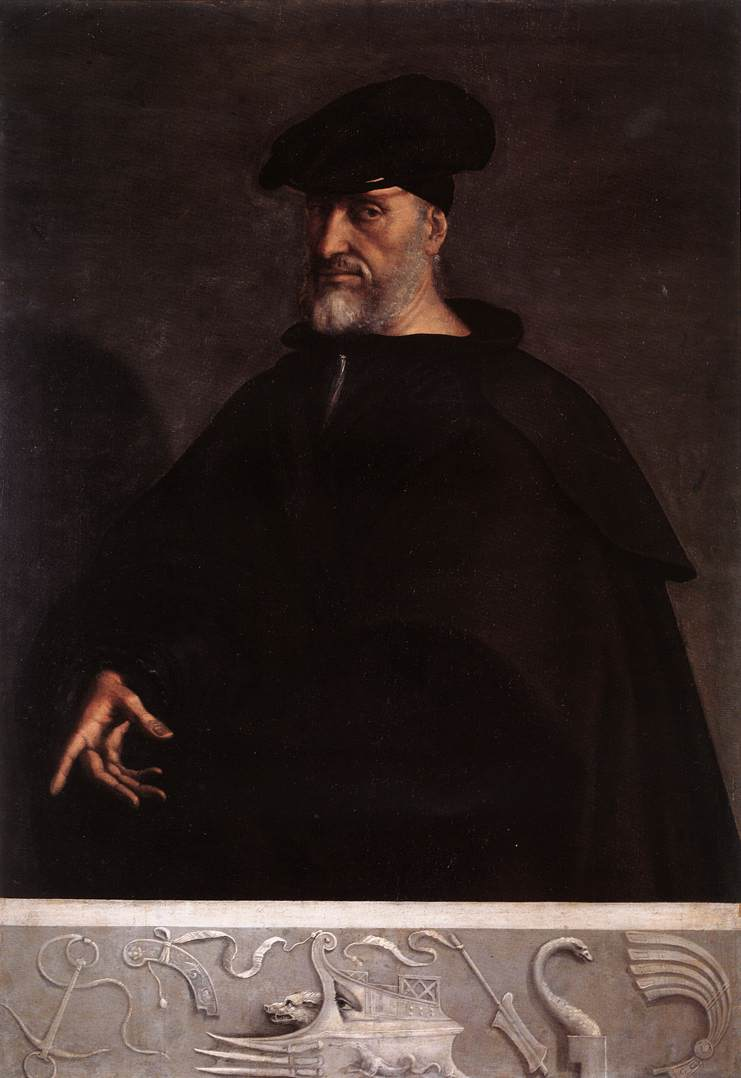
Andrea Doria

Andrea Doria reformierte den Staat 1528 und gab ihm eine neue Verfassung. Während die Dogen von Genua seit 1339 auf Lebenszeit gewählt worden waren – ähnlich den Dogen von Venedig – sorgte Dorias Reform dafür, dass die jeweilige Amtszeit des gewählten Dogen nur zwei Jahre betrug und dieser nur noch rein repräsentative Aufgaben hatte. Außerdem stellte Doria die Republik unter den Schutz des Heiligen Römischen Reichs, womit er die Vorherrschaft Frankreichs und Spaniens in Genua brach. Giovanni Luigi de Fieschi versuchte jedoch 1547, den französischen Einfluss wiederherzustellen. Friedrich Schiller verarbeitete dieses Ereignis im Stück Die Verschwörung des Fiesco zu Genua. Dennoch führten die inneren Uneinigkeiten nach und nach zu einem Verlust vieler Kolonien.
Im 16. Jahrhundert wickelte die Republik Genua die Bankgeschäfte der spanischen Monarchie ab und kontrollierte damit deren Finanzen. Daher traten viele Söhne aus einflussreichen Genueser Handels- und Bankiersfamilien in spanische Dienste, etwa der erfolgreiche Feldmarschall Ambrosio Spinola. 1684 kam es zu einem Beschuss Genuas durch französische Schiffe. 1743 besetzten die Österreicher die Stadt für kurze Zeit, wurden aber – angeblich durch einen Steinwurf des Jungen Giovan Battista Perasso – vertrieben.
Als letzte Kolonie Genuas wurde Korsika, das seit dem Aufstand der Korsen unter Pascal Paoli 1755 faktisch unabhängig war, 1768 an Frankreich verkauft.
1796 besetzte Napoleon Bonaparte Genua und gründete ein Jahr später die Ligurische Republik. Die Besetzung der Stadt durch britische Seestreitkräfte bot die Gelegenheit am 20. April 1814 die Republik Genua auszurufen, die dann aber wenig später durch den Wiener Kongress mit dem Königreich Sardinien vereinigt wurde. Die Genuesische Provisorische Regierung hatte sich mit Beschluss vom 26. Dezember 1814 zuvor selbst aufgelöst.

## Politisches System und dessen Wandel
In der Anfangszeit der Republik Genua bestimmte der Adel, der über das größte Vermögen verfügte und militärisch dominierte, die politischen Geschehnisse. Ab dem 12. Jahrhundert wurde das Volk in sechs Kompanien eingeteilt und durfte nun die Heerführer, Beamten und Richter wählen. Weil adlige Stimmen jedoch mehr galten, bildete sich ein Beamtenadel. Das normale Volk wurde von Staatsgeschäften ausgeschlossen. Der Große Rat (consiglio) hatte fast nur Mitglieder adliger Herkunft.
Das höchste Staatsamt bekleidete zunächst ein Konsul. Später nannte man den Führenden des Staatswesens Podestà. Um 1260 war Guglielmo Boccanegra für einige Jahre als Capitano del Popolo der Anführer Genuas, bevor die Stadt wieder zum Podestà-System zurückkehrte.
1339 wurde Simone Boccanegra Genuas erster Doge. Parallel zur Einführung des Dogenamtes wurde das politische System verändert. Die Dogen hatten gegenüber dem Adel meist nur eher eingeschränkte Machtbefugnisse. Allerdings wurden die bedeutenden Ämter zur Hälfte vom Volk vergeben.
1353 wurde der Erzbischof von Mailand, Giovanni Visconti, Herrscher über Genua. Einige Jahre später ging das Dogenamt jedoch wieder an Boccanegra, der nun alle Ämter vom Volk vergeben ließ.
1396 wurde dem französischen König die Herrschaft angetragen. Es gab mehrere Versuche, die französische Oberhoheit zu stürzen, was schließlich 1409 gelang. Später übernahm Frankreich noch einmal kurz die Kontrolle über Genua. Nun wurde ein Rat aus Adel, Volk, Ghibellinen und Guelfen eingesetzt. Genua wurde später auch noch von weiteren Mächten kontrolliert.
Bedeutenden Einfluss in Genua hatte auch die Banco di San Giorgio, die 1407 gegründet wurde. Sie war eng mit dem Staat verbunden und kontrollierte ebenfalls Teile der Kolonien.
Seit Andrea Dorias Reformen um 1528 wurden der Große und der Kleine Rat sowie der Doge für jeweils zwei Jahre gewählt.

## Bedeutende Familien und Bauwerke

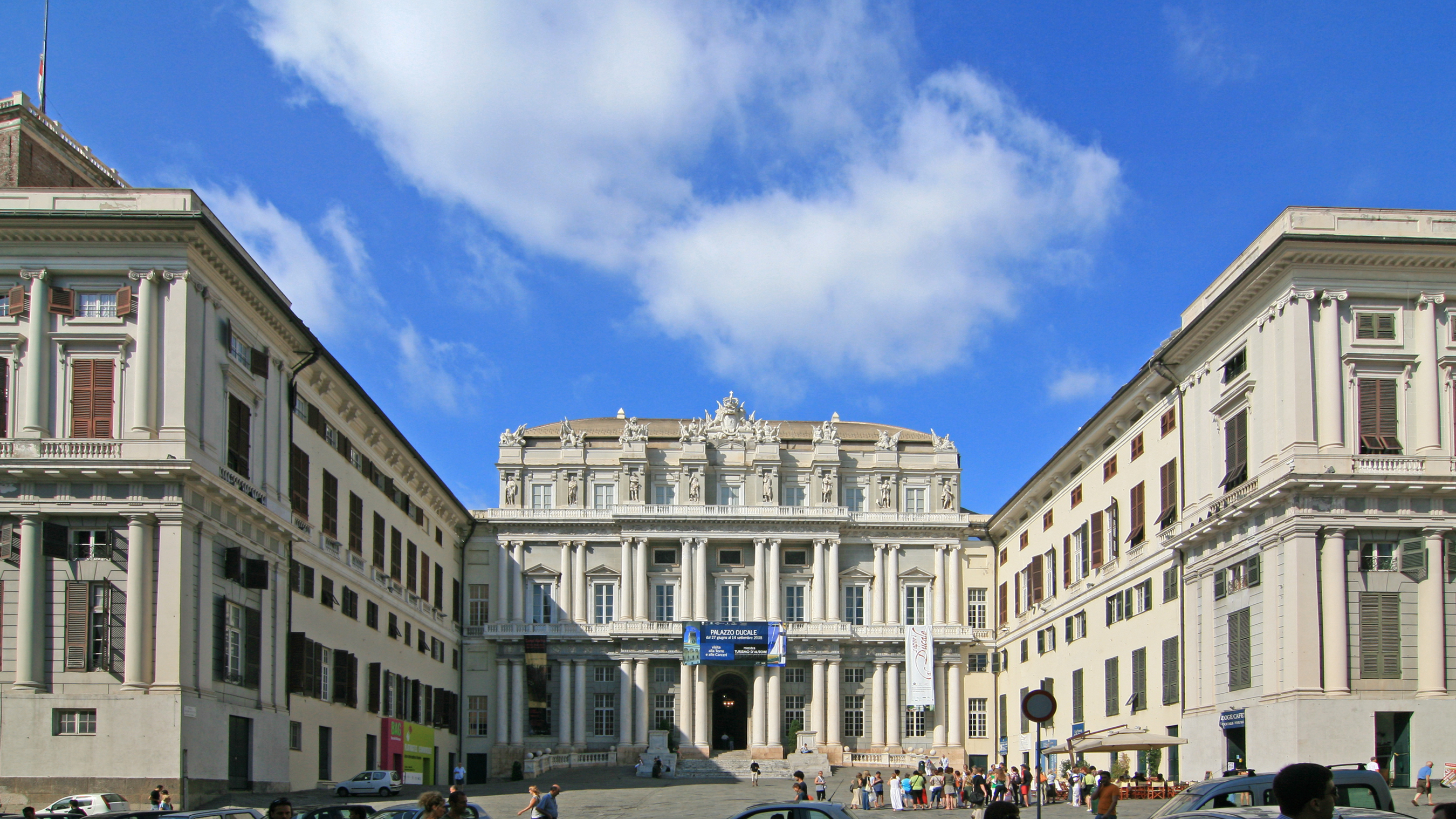
Palazzo Ducale (Genua)

Die bedeutendsten Patrizierfamilien stützten sich auf je eines der Länder Frankreich, Neapel, Mailand und Aragón/Spanien und nahmen auch Partei in den Konflikten zwischen dem römisch-deutschen Kaiser und dem Papst. Ursprünglich entstammten diese Familien überwiegend dem ministerialen Lehnsadel, wenige auch alten edelfreien Vize- oder Markgrafengeschlechtern (Negrone, Grillo, Pallavicini), andere dem kaufmännischen Bürgertum. Die vier mächtigsten Familien waren die Kaufmannsfamilien Doria und Spinola (unterstützten beide den Kaiser in Konflikten mit dem Papst), die Fieschi (ursprünglich ein altes Grafengeschlecht aus dem Umland, das viele Kardinäle und zwei Päpste stellte und sich auf die römische Kurie und das Königreich Neapel stützte) und die ebenfalls papsttreuen Grimaldi, die 1297 die neapolitanische Festung Monaco eroberten (und dort bis heute regieren). Jedoch nahmen auch die im benachbarten Ligurien regierenden Grafenhäuser wie die Malaspina oder Ventimiglia auf die Politik der Republik Einfluss.
In der zweiten Reihe der Patriziergeschlechter standen u. a. die Cattaneo, Centurione, Di Negro, Durazzo, Giustiniani, Grillo, Imperiali, Lercari, Negrone und Pallavicini. Wie in anderen norditalienischen Städten auch scharten die Patrizierfamilien jeweils weniger bedeutende Familien als Anhängerschaft um sich und bildeten so ein Albergo, einen kleinen Stadtteil, der aus mehreren Straßenzügen und Gassen bestand und von bis zu 40 Familien bewohnt wurde. Im Jahre 1528 existierten in Genua 28 Alberghi, die im Mittelalter durch eigene Geschlechtertürme geschützt waren und ihre Bewohner auch durch gemeinsame wirtschaftliche Aktivitäten und soziale Hilfswerke verbanden.
Zur Zeit der genuesischen Republik wurden zahlreiche Stadtpaläste errichtet, die Spitzengruppe bildeten die Palazzi dei Rolli. Ein Teil von ihnen bildet heute zusammen mit der Strade Nuove ein Welterbe der UNESCO (siehe auch: Liste der Palazzi des Welterbes Le Strade Nuove und die Palazzi dei Rolli in Genua). Ferner wurden in dieser Zeit auch der Leuchtturm von Genua errichtet und die Universität Genua gegründet. Der genuesische Seefahrer Christoph Kolumbus entdeckte in spanischen Diensten Amerika. Auch der Musiker und Komponist Niccolò Paganini wurde in Genua geboren.

## Kolonien

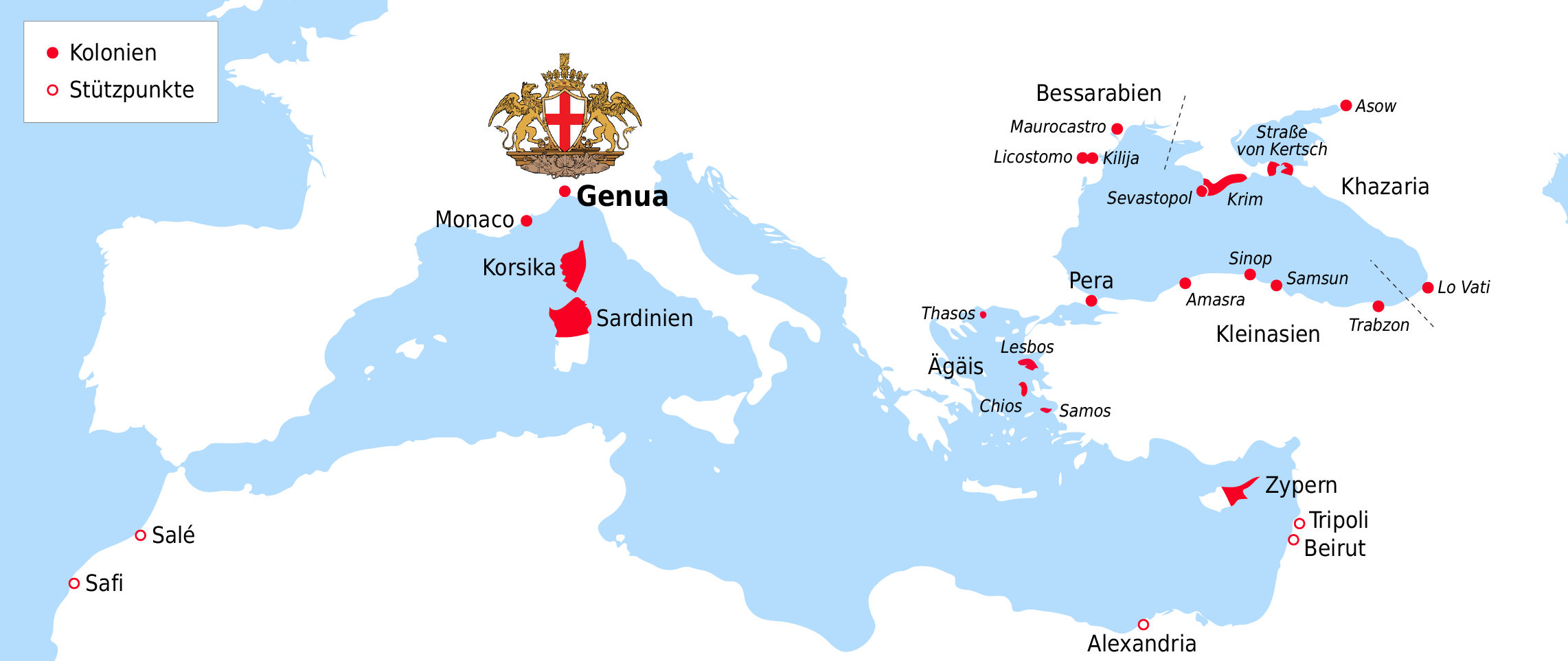
Kolonien der Republik Genua

Kolonien Genuas waren unter anderem Korsika, der Norden Sardiniens und Teile Zyperns. Am Schwarzen Meer und in der Ägäis gab es weitere. Monaco war zwischen Genua und der genuesischen Familie Grimaldi umstritten. Es fiel schließlich an die Grimaldis. Darüber hinaus gab es mehrere Stützpunkte, z. B. an der afrikanischen Küste.